# 職原抄
『職原抄』（しょくげんしょう）は、中世日本の有職故実書。全2巻。『職原鈔』とも。鎌倉時代後期から南北朝時代の公卿北畠親房が、常陸国小田城で後村上天皇のために書いたものとされる。興国元年/暦応3年（1340年）成立。

## 概要
官位日本の官制の成立や沿革、補任や昇進の流れ、それに伴う儀式、各職に任ぜられる家格、個々の省・寮・司・職・所の職掌や唐名（例：大臣の「三公」「三槐」、弁官の「握蘭の職」）、官位相当などを漢文で記す。『群書類従』官職部72巻に収められている。
慶長13年（1608年）には、中原職忠が校訂を行い、活字印刷本を刊行している。

## 後世の加筆部分
『職原抄』には、吉田定房が大納言を極官とする名家でありながら准大臣宣下を受けたことを「無念というべし」と批判する文があり、これをもって親房が家格を何よりも重視した人間であると評される場合がある。しかし、この箇所は、後世に書き足された部分ではないかという指摘がある。したがって、この記述のみによって親房の思想を判断するには慎重になる必要がある。
そもそも、『職原抄』が書かれた年は、親房が常陸国に下向してこの地方での南朝の旗頭となり、家格を無視して、恩賞としての官位を武士に積極的に配っていた時期である。また、親房は正平6年（1352年）に准三宮宣下を受けるが、それまでに摂関・皇族・後宮・高僧以外で准三宮となったのは平清盛だけである。もちろん、北畠家がそのような宣下を受ける家格になかったことは言うまでもない。こういった一次史料における現実の行動と反していることも、『職原抄』の当該箇所が後世の加筆ではないかとする議論に裏付けを与える。21世紀初頭現在は、親房は伝統を重んじつつも、南朝の勢力を増すためならば新しい制度の採用も厭わない、合理主義的な人物であったとする見解が主流である。